# Бертолд III фон Бюрен
Бертолд III 'Млади' фон Бюрен (на немски: Bertold III 'der Junge' von Büren; † сл. 1276) е благородник от род „фон Бюрен“, господар на Бюрен във Вестфалия.
Той е син на Бертолд I фон Бюрен († 1234), фогт на Бьодекен (1204), и първата му съпруга. Внук е на Титмар I/III фон Бюрен († сл. 1177/1186) и втората му съпруга фон Нида (* ок. 1160), дъщеря на граф Бертолд I фон Нида († сл. 1162). Брат е на Конрад фон Бюрен, домхер в Кьолн.
Господарите фон Бюрен построяват ок. 1150 г. замък и през 1195 г. основават град Бюрен във Вестфалия. Те са една могъща благородническа фамилия в княжеското епископство Падерборн.
През 1243 г. Бертолд III фон Бюрен 'Млади' заедно с братовчед си Бертолд II фон Бюрен ’Стари’ († 1281), фогт на Бьодекен (1256), построяват манастир Холтхаузен при Бюрен в района на Падерборн.

## Фамилия
Бертолд III фон Бюрен 'Млади'се жени пр. 8 май 1222 г. за Удалхилд/Отеленда фон Хенгенбах († сл. 1222), вдовица на граф Хайнрих IV фон Кесел († сл. 1219), дъщеря на Еберхард II фон Хенгенбах († сл. 1217/1218) и Юдит (Юта) фон Юлих († сл. 1190/1218), наследничка на Юлих, дъщеря на граф Вилхелм I († 1176). Те имат три сина:
- Бертолд IV фон Бюрен († сл. 1269/1300), женен сл. 1243 г./ок. 1254 г. за Дидеракция (Дедела) ван Йозеде († сл. 1284), дъщеря на граф Бернхард V фон Йозеде, граф на Падерборн, фогт на Йозеде († 1263) и Регелиндис фон Грове († 1263)
- Дитрих фон Бюрен († 1290), дякон в Кьолн
- Конрад фон Бюрен († сл. 1268), домхер в Кьолн